# Lukas Gage
Lukas Gage (San Diego, 1995. május 28.) amerikai színész, Forgatókönyvíró és producer.
Ismertebb alakításai voltak A Fehér Lótusz című HBO-sorozat első évadjában, valamint a Netflix Te című drámasorozatának negyedik évadjában.

## Élete és pályafutása
A kaliforniai San Diegóban született és Encinitasban nőtt fel. Gyermekként minden nyáron filmes táborokban vett részt, színdarabokban, valamint reklámokban is feltűnt. A San Dieguito Akadémián tanult Encinitasban.
Pályafutása során számos televíziós sorozatban és filmben szerepelt. Sorozatszerepei közé tartozik a Szar van a palacsintában (2017), az Eufória (2019), A Fehér Lótusz (2021), a Te (2023) és a Fargo (2023). Játszott a Mosolyogj 2. (2024) és a Társ (2025) című horrorfilmekben.

## Magánélete
Gage nyíltan meleg. 2023 márciusában megerősítette Chris Appleton fodrászmesterhez fűződő kapcsolatát és áprilisban eljegyezték egymást. Húsz nappal később összeházasodtak, de 2023 novemberében Appleton válókeresetet nyújtotta be kibékíthetetlen ellentétekre hivatkozva.

## Filmográfia

### Film
| Év   | Magyar cím                                  | Eredeti cím                           | Szerep        | Magyar hang         |
| ---- | ------------------------------------------- | ------------------------------------- | ------------- | ------------------- |
| 2015 | Cserkészkézikönyv zombiapokalipszis esetére | Scouts Guide to the Zombie Apocalypse | Travis        |                     |
| 2022 | Hogyan robbants csővezetéket                | How to Blow Up a Pipeline             | Logan         |                     |
| 2024 | Országúti diszkó                            | Road House                            | Billy         | Bergendi Áron       |
| 2024 | Mosolyogj 2.                                | Smile 2                               | Lewis Fregoli | Katona Péter Dániel |
| 2025 | Társ                                        | Companion                             | Patrick       | Katona Péter Dániel |

### Televízió
| Év   | Magyar cím               | Eredeti cím         | Szerep         | Megjegyzések                                                   |
| ---- | ------------------------ | ------------------- | -------------- | -------------------------------------------------------------- |
| 2019 | Eufória                  | Euphoria            | Tyler Clarkson | visszatérő szerep                                              |
| 2019 | A sötétség titkai        | Into the Dark       | Logan          | - 1 epizód - magyar hangja: - Czető Ádám                       |
| 2021 | A Fehér Lótusz           | The White Lotus     | Dillon         | - visszatérő szerep (1. évad) - magyar hangja: - Bergendi Áron |
| 2023 | Te                       | You                 | Adam Pratt     | - főszereplő (4. évad) - magyar hangja: - Darvasi Áron         |
| 2023 | Fargo                    | Fargo               | Lars Olmstead  | visszatérő szerep                                              |
| 2024 | Halott Fiúk Nyomozóiroda | Dead Boy Detectives | Macskakirály   | - visszatérő szerep - magyar hangja: - Darvasi Áron            |